# Ley de acceso a la información pública
La Ley de acceso a la información pública, o Ley 27.275, es una legislación argentina que garantiza el derecho de acceso a la información pública.
Esto abarca todos los datos que generan, obtienen, transforman, controlan o cuidan los organismos del Estado y empresas indicados en la ley.

## Fundamentos
Se basa en los conceptos de:
- Presunción de publicidad
- Informalismo
- Máximo acceso
- Disociación
- No discriminación
- Máxima premura
- Gratuidad
- Control
- Responsabilidad
- Alcance limitado de las excepciones
- In dubio pro petitor
- Facilitación
- Buena fe

## Pedidos de información
La información se puede pedir por escrito o por medios electrónicos. No se necesita un abogado ni un gestor y es gratuita. El organismo debe responder en 15 días hábiles, que pueden ser prorrogados por igual período de tiempoA pesar de ser sancionada por el Congreso en 2017 la ley recién fue reglamentada mediante el decreto 780/2024 el 30 de agosto de 2024 y promulgada en el Boletín Oficial, 2 de septiembre de 2024 transformándose en ley 7 años luego de su sanción.

## Agencia de Acceso a la Información Pública
La agencia es un ante autárquico creado por la Ley 27.275 que se encarga de:
- Controlar el cumplimiento de la ley.
- Garantizar el ejercicio del derecho de acceso a la información pública.
- Promover medidas de transparencia activa.
- Ser autoridad de aplicación de la ley de Protección de Datos Personales.

## Transparencia activa
Implica que los organismos públicos deben facilitar el acceso a la información a través de sus páginas web. Esta información incluye:
- Índice de la información pública que estuviese en su poder indicando, además, dónde y cómo deberá realizarse la solicitud
- Estructura orgánica y funciones
- Nómina de autoridades y personal de la planta permanente y transitoria
- Escalas salariales
- Presupuesto asignado a cada área, programa o función
- Transferencias de fondos y sus beneficiarios
- Listado de las contrataciones públicas, licitaciones, concursos, obras públicas y adquisiciones de bienes y servicio
- Todo acto o resolución, de carácter general o particular
- Informes de auditorías o evaluaciones, internas o externas
- Permisos, concesiones y autorizaciones otorgados y sus titulares
- Servicios que brinda el organismo directamente al público, incluyendo normas, cartas y protocolos de atención al cliente
- Todo mecanismo o procedimiento por medio del cual el público pueda presentar peticiones
- Información sobre la autoridad competente para recibir las solicitudes de información pública
- Índice de trámites y procedimientos que se realicen ante el organismo, así como los requisitos y criterios de asignación para acceder a las prestaciones
- Mecanismos de presentación directa de solicitudes o denuncias a disposición del público en relación con acciones u omisiones del sujeto obligado
- Guía que contenga información sobre sus sistemas de mantenimiento de documentos
- Acordadas, resoluciones y sentencias que estén obligados a publicar de acuerdo con lo establecido en la ley 26.856
- Información que responda a los requerimientos de información pública realizados con mayor frecuencia
- Declaraciones juradas de aquellos sujetos obligados a presentarlas en sus ámbitos de acción
- Cualquier otra información que sea de utilidad o se considere relevante para el ejercicio del derecho de acceso a la información pública